# Lugar
Lugar, en geografía, hace referencia a una aglomeración secundaria de un municipio menor que una villa y mayor que una aldea, según la cuarta acepción del Diccionario de la lengua española, editado por la Real Academia Española; por ejemplo, don Quijote vivía en un «lugar». Fuera de este significado específico, también posee uno más general, el de la primera y segunda acepciones, según las cuales denota la situación de un núcleo de población de cualquier tamaño (ciudad, pueblo, villa o aldea), e incluso a un paraje no habitado.

## Nomenclátor de España
En los nomenclátores de España, «lugar» era una de las categorías asignadas a las entidades singulares de población, entendida categoría como la «calificación otorgada o tradicionalmente reconocida» a las entidades, recogida hasta 1996.
Las normas publicadas para la elaboración del nomenclátor de 1930 (orden e instrucción del 8 de marzo de 1930) definen el lugar como 

la entidad de población que, en la localidad, sea designada con ese título, y tenga, además, distribuidos los edificios de que se compone en forma de calles y plazas. Por regla general, la palabra lugar indica que la entidad a que se aplica tiene o ha tenido término jurisdiccional.

## En Estados Unidos
La Oficina del Censo de los Estados Unidos define el término como un lugar de concentración de la población. Los tipos de lugares definidos por la Oficina del Censo son: los lugares incorporados, como ciudad, pueblo o aldea, y el lugar designado por el censo (CDP), que se asemeja a una ciudad, pueblo o aldea, pero carece de su propio gobierno. La concentración de la población debe tener un nombre, ser reconocida localmente, y no ser parte de cualquier otro lugar. Los lugares suelen tener un núcleo residencial, una red de calles muy próximas entre sí y con frecuencia tienen centros urbanos, comerciales u otro tipo de uso de la tierra. Los lugares incorporados son definidas por las leyes de los estados que están dados: la Oficina del Censo designa a los criterios para delimitar proyectos de desarrollo comunitario. Un pequeño poblado en medio del campo o de la franja densamente poblada de una gran ciudad no puede ser un lugar definido por la Oficina del Censo.